# نفل بري
النفل البري أو نفل قدم الأرنب أو رجل الارنب أو نقل البر، هو أحد الأنواع في جنس النفل من الفصيلة البقولية.

## الموئل والانتشار
موطنه الأصلي المناطق المتوسطية في المشرق العربي ووادي النيل المغرب العربي وكل مناطق أوروبا.